# Supercopa Uruguaya 2018
La Supercopa Uruguaya 2018, fue la primera edición de este torneo, el cual se jugó a partido único entre el campeón del Torneo Intermedio 2017 y el Campeón Uruguayo de liga del mismo año. En el caso de esta edición, tuvo la particularidad de ser un partido clásico. Inicialmente estaba pensado para que se juegue el día 28 de enero. pero debido a que Nacional debutó en la Copa Libertadores 2018 el 30 de enero, el club pidió el cambio de fecha y se fijó finalmente el partido para el 26 de enero de 2018.

## Sistema de disputa
Se juega una final a partido único, el equipo que gane el partido, se consagrará como campeón de la Supercopa. En caso de empate, se juegan 30 minutos de alargue y si persiste la paridad, se disputa una tanda de penales.

## Equipos participantes
Se disputó entre los equipos vencedores del Campeonato Uruguayo de Primera División 2017 y el Torneo Intermedio 2017.
| Nacional                           | Peñarol                              |
| Campeón del Torneo Intermedio 2017 | Campeón del Campeonato Uruguayo 2017 |
| ---------------------------------- | ------------------------------------ |

## Partido
El partido se disputó en el Estadio Centenario, ya que debió ser jugado en campo neutral.
| Supercopa Uruguaya 2018; 26 de enero de 2018, 21:00 | Nacional          | 1:3 (0:3) | Peñarol                                                         | Estadio Centenario, Montevideo                                 |                                                                |
|                                                     | Tabaré Viudez 71' |           | 1' Fidel Martínez · 39' Cristian Rodríguez · 45' Maxi Rodríguez | Asistencia: 22 900 espectadores Árbitro(s): Christian Ferreyra | Asistencia: 22 900 espectadores Árbitro(s): Christian Ferreyra |

### Ficha del partido[3]
| 1          | POR        | Esteban Conde    |     |
| 13         | DEF        | Matías Zunino    |     |
| 21         | DEF        | Guzmán Corujo    |     |
| 23         | DEF        | Diego Polenta    |     |
| 22         | DEF        | Alfonso Espino   |     |
| 19         | MED        | Santiago Romero  |     |
| 8          | MED        | Diego Arismendi  |     |
| 7          | MED        | Luis Aguiar      | 67' |
| 10         | MED        | Tabaré Viudez    |     |
| 20         | DEL        | Carlos de Pena   | 45' |
| 11         | DEL        | Leandro Barcia   | 77' |
| Entrenador | Entrenador | Alexander Medina |     |

| 12         | POR        | Kevin Dawson        |     |
| 6          | DEF        | Guillermo Varela    |     |
| 2          | DEF        | Fabricio Formiliano |     |
| 21         | DEF        | Ramón Arias         | 55' |
| 27         | DEF        | Lucas Hernández     |     |
| 20         | MED        | Giovanni González   | 54' |
| 23         | MED        | Walter Gargano      |     |
| 7          | MED        | Cristian Rodríguez  |     |
| 19         | MED        | Agustín Canobbio    |     |
| 11         | DEL        | Maxi Rodríguez      | 74' |
| 9          | DEL        | Fidel Martínez      |     |
| Entrenador | Entrenador | Leonardo Ramos      |     |

| 30 | DEL | Sebastián Fernández | 45' |
| 29 | MED | Christian Oliva     | 67' |
| 14 | DEL | Gonzalo Bueno       | 77' |

| 16 | DEL | Fabián Estoyanoff | 54' |  |
| 15 | DEF | Luis Maldonado    | 55' |  |
| 14 | MED | Guzmán Pereira    | 74' |  |

| Anotado | 71' | Tabaré Viudez | 1–3 |

| Anotado         | 1'  | Fidel Martínez        | 0–1 |
| Anotado · Penal | 39' | Cristian Rodríguez    | 0–2 |
| Anotado         | 45' | Maximiliano Rodríguez | 0–3 |

| Amonestado | 29' | Santiago Romero |
| Amonestado | 57' | Matías Zunino   |

| Amonestado | 2'  | Fidel Martínez   |
| Amonestado | 8'  | Lucas Hernández  |
| Amonestado | 42' | Walter Gargano   |
| Amonestado | 57' | Agustín Canobbio |

| Árbitro             | Christian Ferreyra |
| Árbitros asistentes | Richard Trinidad   |
| Árbitros asistentes | Marcelo Alonso     |
| Cuarto árbitro      | Fernando Falce     |

| 1          | POR        | Esteban Conde    |     |
| 13         | DEF        | Matías Zunino    |     |
| 21         | DEF        | Guzmán Corujo    |     |
| 23         | DEF        | Diego Polenta    |     |
| 22         | DEF        | Alfonso Espino   |     |
| 19         | MED        | Santiago Romero  |     |
| 8          | MED        | Diego Arismendi  |     |
| 7          | MED        | Luis Aguiar      | 67' |
| 10         | MED        | Tabaré Viudez    |     |
| 20         | DEL        | Carlos de Pena   | 45' |
| 11         | DEL        | Leandro Barcia   | 77' |
| Entrenador | Entrenador | Alexander Medina |     |

| 12         | POR        | Kevin Dawson        |     |
| 6          | DEF        | Guillermo Varela    |     |
| 2          | DEF        | Fabricio Formiliano |     |
| 21         | DEF        | Ramón Arias         | 55' |
| 27         | DEF        | Lucas Hernández     |     |
| 20         | MED        | Giovanni González   | 54' |
| 23         | MED        | Walter Gargano      |     |
| 7          | MED        | Cristian Rodríguez  |     |
| 19         | MED        | Agustín Canobbio    |     |
| 11         | DEL        | Maxi Rodríguez      | 74' |
| 9          | DEL        | Fidel Martínez      |     |
| Entrenador | Entrenador | Leonardo Ramos      |     |

| 30 | DEL | Sebastián Fernández | 45' |
| 29 | MED | Christian Oliva     | 67' |
| 14 | DEL | Gonzalo Bueno       | 77' |

| 16 | DEL | Fabián Estoyanoff | 54' |  |
| 15 | DEF | Luis Maldonado    | 55' |  |
| 14 | MED | Guzmán Pereira    | 74' |  |

| Anotado | 71' | Tabaré Viudez | 1–3 |

| Anotado         | 1'  | Fidel Martínez        | 0–1 |
| Anotado · Penal | 39' | Cristian Rodríguez    | 0–2 |
| Anotado         | 45' | Maximiliano Rodríguez | 0–3 |

| Amonestado | 29' | Santiago Romero |
| Amonestado | 57' | Matías Zunino   |

| Amonestado | 2'  | Fidel Martínez   |
| Amonestado | 8'  | Lucas Hernández  |
| Amonestado | 42' | Walter Gargano   |
| Amonestado | 57' | Agustín Canobbio |

| Árbitro             | Christian Ferreyra |
| Árbitros asistentes | Richard Trinidad   |
| Árbitros asistentes | Marcelo Alonso     |
| Cuarto árbitro      | Fernando Falce     |

Campeón

Peñarol
1° título